# Constantin Munteanu
Constantin Munteanu (născut Costache Munteanu; n. 26 octombrie 1945, Fedeleșeni, România) este un fizician și scriitor român. A scris scenariul filmului Sezonul pescărușilor (1985, regia Nicolae Oprițescu).

## Biografie
A debutat literar în 1969, în revista Amfiteatru cu câteva parodii ca student în ultimul an al Facultății de Fizică din București.
Romanul Zaruri de cretă a fost premiat la concursul de debut al Editurii Junimea din 1975, președintele juriului a fost Constantin Ciopraga.
Romanul său Tamara și demonii din 2021 a primit Premiul Ionel Teodoreanu al Filialei Iași a Uniunii Scriitorilor din România.

## Lucrări

### Romane
- Zaruri de cretă, Editura Junimea, 1976
- Ziua magnoliilor viscolite, Editura Cartea Românească, 1979
- Cursa rapidă, Editura Junimea, 1982
- Vremea brândușelor, Editura Cartea Românească, 1984
- Teona, Editura Junimea, 1989. ISBN 973-37-0021-5
- Sfârșitul înserării, Editura Cartea Românească, 1989 ISBN 973-23-0002-7
- Maria, prințesă de Place Pigalle, Editura Plumb, 1995
- Zodia bâlciului, Editura Plumb, 1995. ISBN 973-9150-39-X
- Lacrimile tăcerii, Editura Business Adviser, 2010
- Pentru o salbă de mărgele, Editura Junimea, 2012
- Doamna în hermină albă, Editura Junimea, 2012
- Groapa cu lei, Editura Junimea, 2012
- Steaua polară, Editura Junimea, 2012
- Femei cardinale, Editura Junimea, 2012. ISBN: 978-973-37-1646-4[10]
- A trecut un scriitor..., Editura Junimea, 2013
- Bufonul sorții, Editura Junimea, 2013
- Darul de Crăciun, Editura eLiteratura, 2014
- Stăpânul licuricilor, Editura Inspirescu, 2015 (vol. 1: Dimineața unor doamne, vol. 2: După-amiaza unor domni)
- Tamara și demonii; Editura Cetatea Doamnei, 2021 (vol. 1: Demonul iubirii, vol. 2: Demonul puterii)

### Teatru
- A fluierat în timpul Evangheliei, volum cu piese de teatru cenzurate în anii 1970-1980, editura Universal Dalsi, 2003.